# The Devil with Hitler

The Devil with Hitler est un moyen métrage américain en noir et blanc réalisé par Gordon Douglas, sorti en 1942. Ce film est également connu sous les noms de The Devil Checks Up et The Furious Phony.
Il fait partie des 29 « Streamliners » tournés par Hal Roach (Hal Roach's Streamliners (en)). 
Une suite sera tournée en 1943 : That Nazty Nuisance.

## Synopsis
Au fin fond de l'enfer, le conseil d'administration décide de remplacer Satan par Adolf Hitler. Satan les persuade de lui donner 48 heures pour sauver son poste en demandant à Hitler d'accomplir une seule bonne action.
Satan s'arrange pour que le valet d'Hitler, Julius (Sig Arno), semble commettre plusieurs gaffes, ce qui entraîne son remplacement. Satan prend sa place sous le nom de « Gesatan ». Le dictateur italien Benito Mussolini (Joe Devlin (en)) et un représentant japonais, Suki Yaki (George E. Stone), entrent. Mussolini offre à Hitler un avion miniature qu'il a volé à Suki Yaki, qui l'a lui-même volé aux Américains. Lorsque Suki Yaki active l'avion, celui-ci devient incontrôlable et finit par frapper Hitler par l'arrière. Après que Satan a causé d'autres problèmes, Hitler ordonne l'exécution de son astrologue, Louis (Herman Bing), qui lui avait promis une journée paisible et tranquille.
Hitler fait de Satan son nouveau conseiller en chef. Ce dernier lui dit qu'il doit faire une bonne action ce jour-là, mais Hitler a d'autres idées. Il fait venir une bande de traîtres. Le vendeur d'assurances Walter Beeter (Douglas Fowley) se joint au groupe pour essayer de vendre une police d'assurance à Hitler. Lorsque Hitler interroge Linda Kraus (Marjorie Woodworth), une agente secrète envoyée pour espionner les États-Unis, Walter prend sa défense après qu'elle a refusé de coopérer. Hitler ordonne l'emprisonnement de tout le groupe en attendant leur exécution.
Satan persuade Hitler de souscrire une police d'assurance, lui disant que l'argent pourrait être utilisé pour financer des hôpitaux et des maisons de retraite. Hitler achète cependant une police d'assurance de Walter pour Suki Yaki. La victime visée commande une police pour Mussolini, qui achète une assurance-vie pour Hitler et Suki Yaki. Les trois hommes cachent des bombes à retardement sous l'oreiller de l'autre, mais les bombes sont découvertes.
Satan se fait passer pour Hitler et libère Walter et Linda, mais Hitler l'apprend et ordonne qu'ils soient fusillés par un peloton d'exécution. Satan convainc tout le monde qu'Hitler est l'imposteur. Hitler est placé devant un peloton d'exécution, le même que celui dont Satan a sauvé Walter et Linda quelques instants plus tôt. Suki Yaki et Mussolini font semblant de ne pas le connaître jusqu'à ce qu'il accepte de leur donner respectivement le Pacifique et l'Italie. Ils poursuivent Satan dans un entrepôt rempli d'explosifs. Satan verrouille la porte, allume la mèche d'une bombe et la donne à Hitler. Satan ne donnera la clé à Hitler qu'à condition qu'il libère Walter et Linda. Hitler s'exécute et Satan retourne en Enfer, sûr de sa position. Lorsque Hitler arrive en enfer, Satan accorde une attention toute particulière à sa punition.

## Fiche technique
- Titre original : The Devil with Hitler
- Titre français : Hitler et le diable
- Réalisation : Gordon Douglas
- Scénario : Al Martin (en) et Cortland Fitzsimmons
- Musique : Edward Ward
- Directeur artistique : Charles D. Hall
- Décors : William Stevens
- Montage : Bert Jordan
- Production : Hal Roach Jr. et Glenn Tryon
- Société de production : Hal Roach Studios
- Pays de production : États-Unis
- Langue originale : anglais américain
- Format : noir et blanc — 35 mm — 1,37:1 — son : mono
- Genre : comédie satirique, aventure
- Durée : 44 minutes
- Dates de sortie :
  - États-Unis : 22 octobre 1942
  - États-Unis : 1948 (télévision)
  - France : 1er février 1946

## Distribution
- Alan Mowbray : Satan, surnommé « Gesatan »
- Bobby Watson : Adolf Hitler
- Joe Devlin (en) : Benito Mussolini
- George E. Stone : « Suki Yaki »
- Marjorie Woodworth : Linda Kraus
- Douglas Fowley : Walter Beeter
- Herman Bing : Louis
- Sig Arno : Julius

Acteurs non crédités
- Rudolph Anders : officier nazi lors du discours filmé d'Hitler
- Sven Hugo Borg (en) : garde de la Gestapo
- Chet Brandenburg : garde de la Gestapo
- George Calliga : garde de la Gestapo
- Albert Cavens (en) : garde de la Gestapo
- Jack Chefe : prisonnier
- Tom Coleman : officier de la Gestapo
- Arno Frey (en) : garde de la Gestapo
- ArnoKit Guard (en) : portier de l'enfer
- Henry Guttman : garde de la Gestapo
- Eddie Hall : officier de la Gestapo
- John Miljan : président du conseil d'administration de l'enfer
- William Ruhl : garde de la Gestapo
- Hans Schumm (en) : garde de la Gestapo
- Philip Van Zandt : garde de la Gestapo
- Ellinor Vanderveer (en) : espionne
- Hans von Morhart : garde de la Gestapo
- William Yetter Sr. : garde de la Gestapo
- Wolfgang Zilzer : Otto Schultz